# Aethopyga christinae
Aethopyga christinae е вид птица от семейство Nectariniidae. Видът е незастрашен от изчезване.

## Разпространение
Разпространен е в Китай, Хонконг, Лаос и Виетнам.